# Birnagar
Birnagar là một thành phố và khu đô thị của quận Nadia thuộc bang Tây Bengal, Ấn Độ.

## Nhân khẩu
Theo điều tra dân số năm 2001 của Ấn Độ, Birnagar có dân số 26.596 người. Phái nam chiếm 51% tổng số dân và phái nữ chiếm 49%. Birnagar có tỷ lệ 70% biết đọc biết viết, cao hơn tỷ lệ trung bình toàn quốc là 59,5%: tỷ lệ cho phái nam là 76%, và tỷ lệ cho phái nữ là 65%. Tại Birnagar, 11% dân số nhỏ hơn 6 tuổi.